# جون هولمز (ضابط)
جون هولمز (بالإنجليزية: John Holmes)‏ هو ضابط بريطاني، ولد في 22 يوليو 1949.